# Lee Hsien Loong
Lee Hsien Loong (Singapore, 10 februari 1952) is een Singaporees politicus van de People's Action Party. Tussen 2004 en 2024 was hij de premier van Singapore. Hij is de oudste zoon van Singapore's eerste premier, Lee Kuan Yew.

## Biografie
Lee Hsien Loong ging naar de Katholieke Hogeschool van Singapore en studeerde daarna Engels en Mandarijn. Later volgde hij ook een studie Russisch. In 1971 kreeg Lee een beurs voor de militaire academie. Van 1974 tot 1978 studeerde hij wiskunde in het Britse Cambridge. Tot 1984 bleef hij in het Singaporese leger en behaalde uiteindelijk de rang van brigadegeneraal. Hier hield hij de bijnaam Brigadier Lee aan over.
In 1984 werd Lee voor het district Teck Gee in het parlement gekozen namens de People's Action Party (PAP), de partij van zijn vader die destijds premier was. In 1986 werd hij lid van het Centraal Uitvoerend Comité van de PAP.
In oktober 1990 werd Lee benoemd tot vicepremier van Singapore, dienend onder het premierschap van zijn partijgenoot Goh Chok Tong. Nadat bij Lee kanker was geconstateerd trad hij in 1991 terug, maar na zijn herstel werd hij in 1994 opnieuw vicepremier. In augustus 2004 volgde hij Goh Chok Tong op als minister-president van Singapore en kort daarna ook als secretaris-generaal van de PAP. In de jaren daarna won Lee vier opeenvolgende parlementsverkiezingen (2006, 2011, 2015 en 2020). Na een premierschap van bijna twintig jaar trad Lee in mei 2024 af, ten gunste van Lawrence Wong.